# Philip Wharton
Philip Wharton (Oxford, 21 de diciembre de 1698-Monasterio de Poblet, 31 de mayo de 1731), fue un noble inglés, I duque de Wharton.

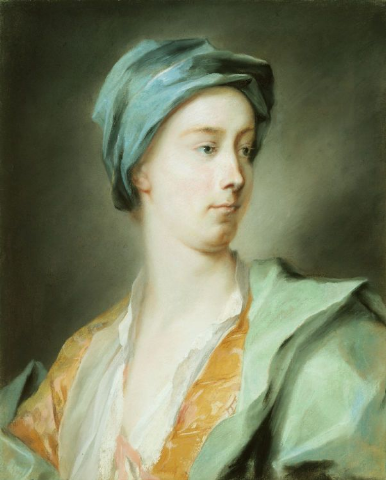
Retrato de Philip Wharton por Rosalba Carriera, Royal Collection.

## Biografía
Fue un caso raro en la historia inglesa, único desde el siglo XV, en el que un ducado fue transferido a un menor de edad que no era pariente cercano del monarca. Fue el último descendiente de la baronía original de Wharton. 
Recibió el título del barón tras la muerte de su padre en 1715, justo un mes después de la unión con su primera esposa, Martha Holmes. Luego fue nombrado duque de Wharton en 1718, a los 19 años de edad. 
Su vida fue corta pero llena de controversias. Se vio envuelto con el asunto del "Club Hellfire" (Club del fuego infernal) que fue suprimido por "blasfemia y profanación". Era conocido por frecuentar las casas de juego de Londres y por las sumas considerables que perdió en la Compañía de los Mares del Sur (The South Sea Company) Finalmente entró al servicio del viejo pretendiente Jacobo Francisco Estuardo, que le concedió el título jacobita de duque de Northumberland y después la Orden de la Jarretera. 
Sirviendo al pretendiente, Wharton viajó a Roma y después a Madrid y luchó contra el ejército inglés en Gibraltar. Por estos actos y por haber contribuido a divulgar el rumor de que Jorge II era ilegítimo, fue declarado proscrito y juzgado por alta traición. El 3 de abril de 1729, una resolución del Parlamento le privó de sus títulos, confiscó sus propiedades. 
Philip Wharton falleció el 31 de mayo de 1731 en el monasterio de Poblet, «en la fe de la Iglesia Católica Romana», según las crónicas del monasterio, y fue enterrado en su atrio, aunque la lápida que lo cubría fue trasladada fuera de la muralla por exigencia de Franco cuando visitó el monasterio en junio de 1952.

## Vida masónica
Su historia masónica es igualmente colorida. Sin haber sido maestro de su Logia -la Logia "King's Arms" cerca de la catedral de San Pablo, en Londres- se las arregló para ser elegido sexto Gran Maestro el 24 de junio de 1722. Estuvo en el cargo dos años, firmando las Constituciones de 1723. 
A partir de esa fecha, ya que dimitió a finales de año, no hizo mucho más en Inglaterra aunque constituyó la primera logia en suelo extranjero, el nombre con el que figura la logia en la documentación interna en Inglaterra es en ocasiones French Arms Número 50, y a veces Las Tres Flores de Lis. En realidad, el nombre que sus fundadores solicitaron registrar y como fue conocida es La Matritense. El nombre de French Arms parece un equívoco por las relaciones francófonas del duque de Wharton (fundador nominal), o el origen francés del hotel que tomaron como sede (Hotel du Lys en la calle de San Bernardo Número 17, Madrid). La solicitud de reconocimiento a la Gran Logia de Inglaterra fue recibida el 17 de abril de 1728 y concedida el 27 de marzo de 1729, casi seis años después de que el duque de Wharton hubiese dimitido como oficial. (posteriormente sería la logia N.º 1 del Gran Oriente de España). Su nombre fue relacionado con la orden de los Gormogons.
Una logia de investigación de la Gran Logia de España lleva hoy su nombre.
Hotel du Lys en la calle de San Bernardo Número 17)